# Chadenac
Chadenac is een gemeente in het Franse departement Charente-Maritime (regio Nouvelle-Aquitaine) en telt 422 inwoners (2004). De plaats maakt deel uit van het arrondissement Saintes.

## Geografie
De oppervlakte van Chadenac bedraagt 14,1 km², de bevolkingsdichtheid is 29,9 inwoners per km².
De onderstaande kaart toont de ligging van Chadenac met de belangrijkste infrastructuur en aangrenzende gemeenten.

## Demografie
Onderstaande figuur toont het verloop van het inwonertal (bron: INSEE-tellingen).